# 836 Jole
Jole (asteróide 836) é um asteróide da cintura principal, a 1,8048646 UA. Possui uma excentricidade de 0,1760073 e um período orbital de 1 184,04 dias (3,24 anos).
Jole tem uma velocidade orbital média de 20,12482481 km/s e uma inclinação de 4,84171º.
Esse asteróide foi descoberto em 23 de Setembro de 1916 por Max Wolf.